# Ассертивность
Ассертивность (от англ. assertiveness < англ. to assert — утверждать, отстаивать < лат. assertus < лат. asserere — утверждать) — по мнению американского психотерапевта Мануэля Смита — способность человека  не зависеть от внешних влияний и оценок, самостоятельно регулировать собственное поведение и отвечать за него. 
В обычной жизни модель поведения большинства людей тяготеет к одной из двух крайностей: пассивности либо агрессии. В первом случае человеком, который добровольно принимает на себя роль жертвы, руководит неуверенность в себе, страх перед лицом перемен или, наоборот, опасения потерять то, что уже нажито. Во втором — явное или завуалированное желание манипулировать окружающими, подчиняя их своим интересам. Агрессор руководствуется принципом «ты мне должен, потому что я сильнее», жертва — «ты мне должен, потому что я слабый, а слабых нужно поддерживать». В отличие от этих двух распространённых типов коммуникации ассертивное поведение (assertiveness) опирается на принцип: «я тебе ничего не должен, и ты мне ничего не должен, мы партнёры».

## Принципы ассертивного поведения
- Принятие на себя ответственности за собственное поведение. По своей сути ассертивность — это философия личной ответственности. То есть, ассертивный человек хорошо осознаёт свои цели и мотивы и не винит других в собственной реакции на их поведение.
- Демонстрация самоуважения и уважения к другим людям.
- Эффективное общение. Главными являются три качества: честность, открытость и прямота в разговоре, причём не за счёт эмоционального состояния другого человека. Это умение рассказать о мыслях или чувствах относительно какого-либо вопроса, не расстраивая при этом партнёра по общению.
- Демонстрация уверенности и позитивной установки. Уверенность в себе связана с двумя параметрами: самоуважением и пониманием собственной компетентности в предмете общения.
- Умение внимательно слушать и понимать. Подразумевает несмешивание фактов с предположениями и отсутствие стремления перебивать других для того, чтобы побыстрее изложить свою точку зрения.
- Умение договариваться и достигать рабочий компромисс. Крайне конструктивное качество, помогающее найти такой выход из сложившейся ситуации, который бы устраивал все задействованные стороны.

Также осознание своего права:
- выражать чувства, мнения или убеждения;
- говорить «да» или «нет»;
- менять мнение;
- говорить «я не понимаю»;
- не подстраиваться под других;
- не брать чужую ответственность;
- просить о чём-либо;
- устанавливать собственные приоритеты;
- рассчитывать на серьёзное отношение к себе;
- ошибаться или быть нелогичным;
- заявлять о безразличии к чему-либо.

## Убеждения, мешающие развитию ассертивного поведения у человека
Мануэль Смит разработал модель ассертивного (самоутверждающего) поведения. Ниже приведены ассертивные права, а также манипулятивные предубеждения, которые, по мнению авторов концепции ассертивности, блокируют эти права:
1. Я имею право оценивать собственное поведение, мысли и эмоции и отвечать за их последствия. Манипулятивное предубеждение: Я не должен бесцеремонно и независимо от других оценивать себя и своё поведение. В действительности оценивать и обсуждать мою личность во всех случаях должен не я, а кто-то более умудрённый и авторитетный.
2. Я имею право не извиняться и не объяснять своё поведение. Манипулятивное предубеждение: Я отвечаю за своё поведение перед другими людьми, желательно, чтобы я отчитывался перед ними и объяснял всё, что я делаю, извинялся перед ними за свои поступки.
3. Я имею право самостоятельно обдумать, отвечаю ли я вообще или до какой-то степени за решение проблем других людей. Манипулятивное предубеждение: У меня больше обязательств по отношению к некоторым учреждениям и людям, чем к себе. Желательно пожертвовать моим собственным достоинством и приспособиться.
4. Я имею право изменить своё мнение. Манипулятивное предубеждение: В случае, если я уже высказал какую-то точку зрения, не надо её никогда менять. Я бы должен был извиниться или признать, что ошибался. Это бы означало, что я не компетентен и не способен решать.
5. Я имею право ошибаться и отвечать за свои ошибки. Манипулятивное предубеждение: Мне не положено ошибаться, а если я сделаю какую-то ошибку, я должен чувствовать себя виноватым. Желательно, чтобы меня и мои решения контролировали.
6. Я имею право сказать: «я не знаю». Манипулятивное предубеждение: Желательно, чтобы я смог ответить на любой вопрос.
7. Я имею право быть независимым от доброжелательности остальных и от их хорошего отношения ко мне. Манипулятивное предубеждение: Желательно, чтобы люди ко мне хорошо относились, чтобы меня любили, я в них нуждаюсь.
8. Я имею право принимать нелогичные решения. Манипулятивное предубеждение: Желательно, чтобы я соблюдал логику, разум, рациональность и обоснованность всего, что я совершаю. Разумно лишь то, что логично.[источник не указан 1279 дней]
9. Я имею право сказать: «я тебя не понимаю». Манипулятивное предубеждение: Я должен быть внимателен и чувствителен по отношению к потребностям окружающих, я должен «читать их мысли». В случае, если я это делать не буду, я безжалостный невежда и никто меня не будет любить.
10. Я имею право сказать: «меня это не интересует». Манипулятивное предубеждение: Я должен стараться внимательно и эмоционально относиться ко всему, что случается в мире. Наверное, мне это не удастся, но я должен стараться этого достичь изо всех сил. В противном случае, я чёрствый, безразличный.

## Критика
Критика прав ассертивности заключается в указании на неправомерность описания прав личности некоторым количеством тезисов, невозможность существования человека без учёта им общественного мнения. В теории социальной психологии показывается способ вызова эмоциональной зависимости от гуру путём профанации философского (лично-мировоззренческого) вопроса прав и обязанностей вкупе с мотивацией к отказу от личных рассуждений.
Сергей Степанов в книге «Мифы и тупики поп-психологии» посвятил главу критике модели Мануэля Смита.

…Квинтэссенцией этого подхода выступают так называемые «ассертивные права человека» […] По сути дела, кодекс этих прав, составляющих ключевые положения любого тренинга ассертивности, является обоймой новых, ассертивных установок, которые предлагается усвоить взамен прежних, якобы негодных. […]
На первый взгляд, подкупает позитивная направленность этих принципов на освобождение человека от чуждых установок, навязанных корыстными манипуляторами, от ложных авторитетов, бессмысленных ритуалов и обременительных условностей. С другой стороны, не может не настораживать по-американски безыскусная проповедь индивидуализма, которая, будучи воспринята буквально, рискует привести к печальным последствиям. В самом деле, если более конкретно сформулировать эти замечательные права и довести их до логического завершения, они легко принимают примерно такую форму.
1. Ничьё мнение обо мне и моём поведении не имеет такого важного значения для меня, как моё собственное. Ничьё мнение не должно поколебать мою самооценку. Иначе говоря, с мнением окружающих можно просто не считаться. Если мне нравится ковырять в носу и сморкаться в занавески, а другие люди это осуждают, то прав, разумеется, я, а не они. И я вправе это делать, не испытывая ни малейшей неловкости.
2. Поскольку я сам знаю что делаю, нет никакой нужды в том, чтобы окружающим моё поведение было понятно, а тем более ими одобрялось. Я поступаю правильно по определению.
3. Если мне удобнее считать, что ничьи проблемы меня не касаются, я могу с легким сердцем наплевать на всех и вся.
4. Твердые убеждения и незыблемые принципы — признак косности. Напротив, совершенно нормально сегодня хвалить то, что вчера ругал, и наоборот.
5. Не надо бояться ошибок. Нет ничего страшного в том, чтобы по ошибке вынести смертный приговор невиновному или, скажем, неловким нажатием кнопки нацелить зенитную ракету в пассажирский самолёт. Как говаривал один мудрый вождь одного свободолюбивого народа: «Не надо из этого делать трагедию»
6. Замечательным оправданием собственного невежества выступает волшебная формула «Я не знаю». Ну, не знаю, и нет с меня никакого спроса! А если, скажем, какой-то придирчивый экзаменатор этим не удовлетворится, то значит он просто бессовестный манипулятор и агрессор.
7. Нет никакой необходимости заслуживать расположение других людей. Зачем оно вообще нужно, если в своей жизни я все решаю сам?
8. В своем поведении можно отказаться от здравого смысла и элементарной логики и следовать исключительно настроению.
9. Стремление понять другого — совершенно излишнее и напрасное усилие. Гораздо проще отрезать: «Я тебя не понимаю!»
10. На любой предмет, который не затрагивает моих личных интересов, я вправе плевать с высокой колокольни и заявлять об этом во всеуслышание.

А теперь признайтесь честно: как вы отнесетесь к человеку, исповедующему такие жизненные принципы, доведись вам столкнуться с ним на жизненном пути (тем более что, наверное, уже не раз доводилось)? И неужели самому хотелось бы таким стать?
— Степанов С.C. Мифы и тупики поп-психологии. — М.: ЭКСМО, 2012.
В свою очередь Степанов также манипулирует восприятием читателя, так как приводит иной полюс одного явления — отношения степеней внешней оценки и самооценки. Очевидно, что Смит указывает на инструменты манипулятивных убеждений и инструменты противодействия манипулятивным убеждениям. Субъект же волен сам определять степень использования этих инструментов, ориентируясь на субъективные ощущения своей социальной успешности и степени подверженности манипулятивным убеждениям.